# Hermopolis Parva
Hermopolis Parva (łac. Hermopolitanus minor) – historyczna diecezja w starożytnym Dolnym Egipcie podległa metropolii w Aleksandrii, współcześnie w miejscowości Damanhur. Obecnie katolickie biskupstwo tytularne. Od 1968 Hermopolis Parva jest stolicą wakującą.

## Biskupi tytularni
| Lp. | Biskup                | Funkcja                                                     | Od             | Do                   |
| --- | --------------------- | ----------------------------------------------------------- | -------------- | -------------------- |
| 1   | Marie-Joseph Cuaz MEP | wikariusz apostolski Laosu (Indochiny Francuskie/Tajlandia) | 12 maja 1899   | 16 listopada 1950    |
| 2   | James Darcy Freeman   | biskup pomocniczy w archidiecezji Sydney (Australia)        | 9 grudnia 1956 | 18 października 1968 |